# Straubing Tigers
A Straubing Tigers egy német jégkorongcsapat Straubingben. A csapat a Deutsche Eishockey Ligában játszik.

## Története
A klubot 1941-ben alapították Bann Straubing néven.

### Korábban használt nevek
- 1941–1943 – Bann Straubing
- 1943–1981 – TSV Straubing
- 1981–2002 – EHC Straubing
- 2002–napjainkig – Straubing Tigers

## Helyezések
Deutsche Eishockey Liga 2-bajnok: 2005-06